# Regentenstraße 168 (Mönchengladbach)

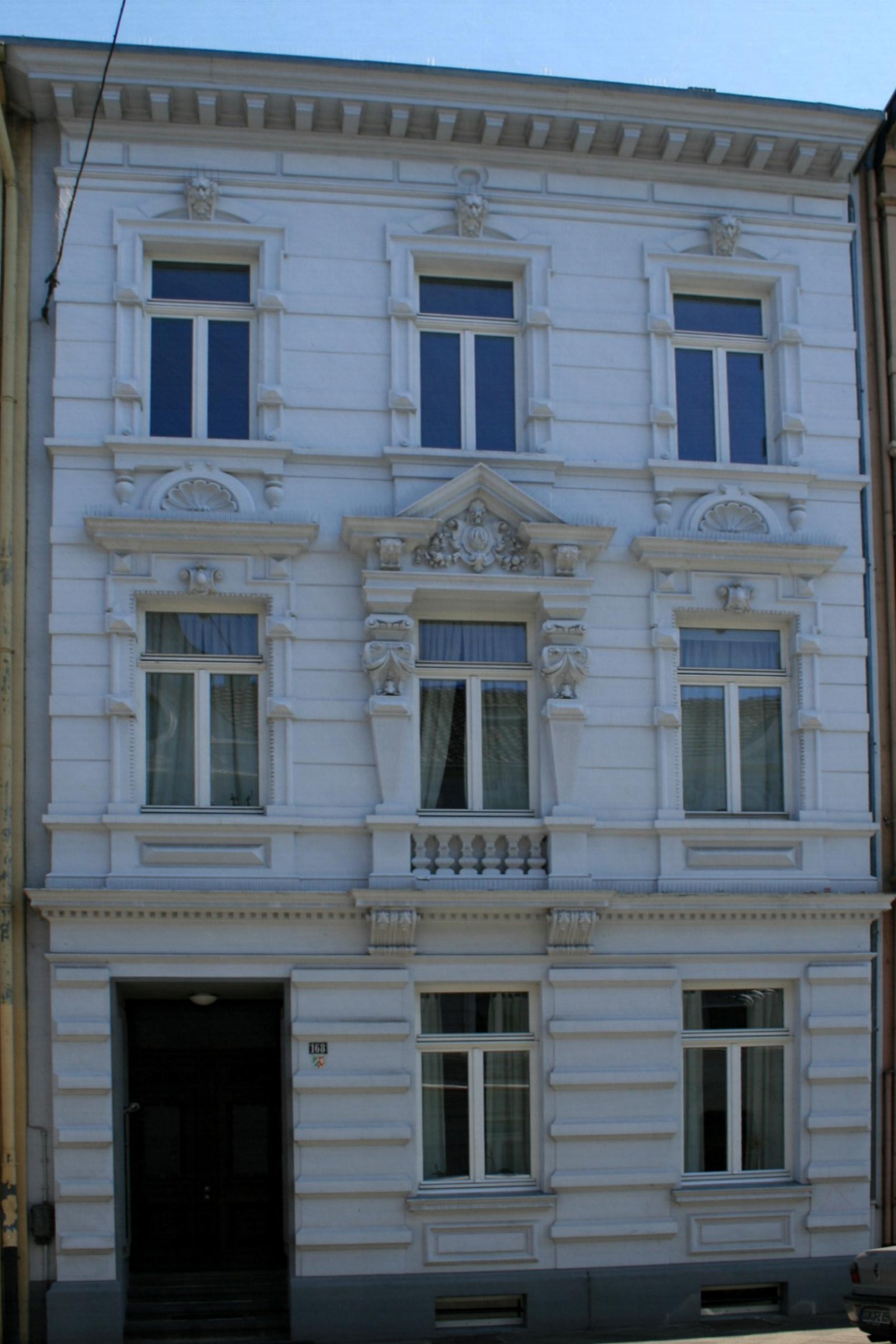
Wohnhaus (2010)

Das Wohnhaus Regentenstraße 168 steht im Stadtteil Eicken in Mönchengladbach (Nordrhein-Westfalen).
Das Gebäude wurde Ende des 19. Jahrhunderts erbaut. Es wurde unter Nr. R 071 am 17. Mai  1989 in die Denkmalliste der Stadt Mönchengladbach eingetragen.

## Lage
Das Objekt liegt an der Südseite der Regentenstraße im Umfeld ähnlicher Häuser der Jahrhundertwende. 

## Architektur
Es handelt sich um ein dreigeschossiges, traufenständiges, dreiachsiges  Wohnhaus. Das Objekt ist ein Beispiel für den repräsentativ-differenzierenden Schmuckreichtum des gründerzeitlichen Historismus. Es ist eingebunden in ein Ensemble gleichwertiger Häuser.